# Frontale kwab
De frontale kwabben of lobi frontales zijn een gebied in de hersenen van gewervelden. Beide frontale kwabben bevinden zich aan de voorkant van de grotehersenhelften. De pariëtale kwabben liggen direct achter de frontale kwabben terwijl de temporale kwabben achter en onder de frontale kwabben liggen. De frontale kwab wordt anatomisch en functioneel onderverdeeld in, van achter naar voor: de primaire motorische schors, de premotorische schors en de prefrontale schors. Het frontale blikcentrum voor de aansturing van de oogbewegingen ligt net boven de premotorische schors.
De frontale kwabben spelen een rol bij het aansturen van willekeurige, doelgerichte bewegingen, maar ze zijn ook bij veel psychische functies betrokken, zoals de zelfbeheersing, het beoordelingsvermogen, de rede, sociaal gedrag, onze spraak, via het centrum van Broca, en het geheugen.
De frontale en de pariëtale kwab worden bij de mens door een hersengroeve van elkaar gescheiden, door de sulcus centralis of centrale groeve. Een beschadiging van de frontale kwab kan leiden tot het frontale syndroom. 